# 包小柏
包小柏（1967年4月28日—），出生於臺灣臺北市；北宋大臣包拯33世孫。台灣歌手、演員、唱片製作人、音樂評論者。

## 演藝簡歷
1980年代中期，在二哥包偉銘的帶領下，他與雙胞胎兄弟包小松合組台灣第一個偶像團體TWlN STAR。作为成功的制作人，他开创陳小春、蘇慧倫、孫燕姿等唱片佳绩，从制作助理到华纳唱片音乐总监，包小柏只花六年。包小柏至今仍活躍於台灣影視界，以節目評審與主持人為主業

2021年12月20日，包小柏女兒因罹患再生不良性貧血病亡，时年22歲。同日他在私人臉書寫下：
今早10：44分我失去了一生最愛，小女去當了天使！謝謝妳來到包家22年4個月，此後爸爸將會永遠永遠陪著妳。我們回家了。

## 爭議事件

### 快樂星期天被毆打事件
2006年1月12日，包小柏在《快樂星期天》節目單元〈藝能歌喉戰〉受邀擔任評審，因講評言詞犀利，於錄影休息時間遭四名歹徒闖入攝影棚毆打，三名歹徒當場落網、一名歹徒逃脫。包小柏經驗傷後並無大礙，三嫌依《中華民國刑法》第277條〈傷害罪〉移送法辦。此事件使華視開始加強注意大樓安檢管制及出入人員證件查驗。當記者採訪時，余天強調自己對小柏被打一無所悉，也表示譴責暴力。之後毆打包小柏的3名男子應訊時表示，他們不認識余祥銓，只因看不順眼包氏兄弟的毒舌，才出手教訓。

### 2009快女“離席門”
2009年6月，包小柏因在《快樂女聲》赛事“全国20强”中不满评审委员会的其他评委对选手曾轶可的观点，愤然离席，撂下狠话：“她留，我走。”2009年7月中，包小柏再次重返《快女》评审舞台，在主持人问道“希望看到什么样的比赛”时，表示希望听到不发抖、不走音的歌声，同时在曾轶可比赛完毕时拒绝为其给分。

## 经历
- 1994-2000 Rock (Producer)滚石唱片摆渡人音乐工作室制作人
- 2000-2003 WMA (Album Producer/ A& R Director )华纳唱片制作与艺人开发部總監
- 2003-2004 FORWARD MUSIC (Deputy general manage)丰华唱片副总经理
- 2005 P&R Entertainment Ltd 包装娱乐执行长
- 2007年 神翼国际演艺公司 总经理

## 演出作品

### 電視剧
| 年 度 | 播出頻道           | 劇 名                    | 飾 演        |
| ----- | ------------------ | ------------------------ | ------------ |
| 2006  | 華視、東森戲劇台   | 極道學園                 | 火狼-伊古達  |
| 2006  | 民視               | 錯愛                     | 譚曉峰       |
| 2008  | 華視、緯來綜合台   | 這裡發現愛               | 馬永傑       |
| 2009  | 客家電視台         | 流漂子                   | 黑幫老大丁哥 |
| 2011  |                    | 抬頭見喜                 | 房地產商人   |
| 2012  | 湖南衛視、浙江衛視 | 隋唐英雄                 | 楊勇         |
| 2013  | 南方電視台         | 五台山抗日传奇之女尼排   | 贺北营       |
| 2016  | 愛奇藝             | 都市妖奇談(網絡劇)       | 猰貐         |
| 2019  | 江蘇衛視           | 親·愛的味道              | 靳學成(客串) |
| 2020  | 湖南衛視           | 蝸牛與黃鸝鳥             | 李亞哲       |
| 2024  | 樂視視頻           | 愛情去哪兒了(2014年拍攝) | 楊總         |

### 電影
| 上映年份 | 電影名稱                      | 飾演   | 導演   |
| 2010年   | 我的美女老板                  | 史帝夫 | 李虹   |
| 2011年   | 西藏往事 台灣名：那一年在西藏 | 孫長官 | 戴瑋   |
| 2011年   | 幸福59厘米之無鏡首部執導      |        | 優酷   |
| 2012年   | 匹夫                          | 陳郎中 | 楊樹鵬 |
| 2013年   | 詭拼車                        | 畢克   | 張力   |
| 2014年   | 封門村                        | 劉威鵬 |        |

### 综艺节目
- 2013年 星跳水立方 參賽者

### 音樂錄影帶
| 年份   | 歌手   | 歌名   |
| 2002年 | 陳小春 | 《丟》 |

## 主持作品

### 電視節目
| 年份        | 地 區 | 播出頻道   | 節目名稱       |
| ----------- | ----- | ---------- | -------------- |
| 2006-2007年 | 台灣  | 年代MUCH台 | 《包公管不管》 |
| 2006-2007年 | 台灣  | 民視       | 《成名一瞬間》 |

## 出版作品

### 書籍
- 我注意你很久
- “包”裝秘籍 2010年

## 外部連結
- 包小柏的Facebook專頁
- 包小柏在互联网电影资料库（IMDb）上的資料（英文）